# Saint-Pourçain-sur-Besbre
Saint-Pourçain-sur-Besbre és un municipi francès, situat al departament de l'Alier i a la regió d'Alvèrnia-Roine-Alps. L'any 2007 tenia 419 habitants.

## Demografia

### Població
El 2007 la població de fet de Saint-Pourçain-sur-Besbre era de 419 persones. Hi havia 170 famílies de les quals 36 eren unipersonals (16 homes vivint sols i 20 dones vivint soles), 69 parelles sense fills, 57 parelles amb fills i 8 famílies monoparentals amb fills.
La població ha evolucionat segons el següent gràfic:
Habitants censats

### Habitatges
El 2007 hi havia 216 habitatges, 172 eren l'habitatge principal de la família, 22 eren segones residències i 22 estaven desocupats. 213 eren cases i 3 eren apartaments. Dels 172 habitatges principals, 109 estaven ocupats pels seus propietaris, 60 estaven llogats i ocupats pels llogaters i 3 estaven cedits a títol gratuït; 4 tenien dues cambres, 27 en tenien tres, 40 en tenien quatre i 100 en tenien cinc o més. 141 habitatges disposaven pel capbaix d'una plaça de pàrquing. A 69 habitatges hi havia un automòbil i a 91 n'hi havia dos o més.

### Piràmide de població
La piràmide de població per edats i sexe el 2009 era:
| Homes | Edats   | Dones |
| ----- | ------- | ----- |
| 0     | 95 o +  | 0     |
| 0     | 90 a 94 | 0     |
| 0     | 85 a 89 | 8     |
| 0     | 80 a 84 | 8     |
| 4     | 75 a 79 | 4     |
| 12    | 70 a 74 | 4     |
| 8     | 65 a 69 | 16    |
| 8     | 60 a 64 | 12    |
| 16    | 55 a 59 | 20    |
| 12    | 50 a 54 | 8     |
| 8     | 45 a 49 | 16    |
| 20    | 40 a 44 | 16    |
| 12    | 35 a 39 | 16    |
| 20    | 30 a 34 | 12    |
| 16    | 25 a 29 | 16    |
| 24    | 20 a 24 | 12    |
| 4     | 15 a 19 | 24    |
| 16    | 10 a 14 | 16    |
| 12    | 5 a 9   | 16    |
| 4     | 0 a 4   | 8     |

## Economia
El 2007 la població en edat de treballar era de 279 persones, 209 eren actives i 70 eren inactives. De les 209 persones actives 188 estaven ocupades (109 homes i 79 dones) i 21 estaven aturades (7 homes i 14 dones). De les 70 persones inactives 29 estaven jubilades, 17 estaven estudiant i 24 estaven classificades com a «altres inactius».

### Ingressos
El 2009 a Saint-Pourçain-sur-Besbre hi havia 166 unitats fiscals que integraven 400 persones, la mediana anual d'ingressos fiscals per persona era de 16.027 €.

### Activitats econòmiques
Dels 18 establiments que hi havia el 2007, 1 era d'una empresa alimentària, 2 d'empreses de construcció, 3 d'empreses de comerç i reparació d'automòbils, 1 d'una empresa d'hostatgeria i restauració, 1 d'una empresa financera, 2 d'empreses immobiliàries, 6 d'empreses de serveis, 1 d'una entitat de l'administració pública i 1 d'una empresa classificada com a «altres activitats de serveis».
Dels 3 establiments de servei als particulars que hi havia el 2009, 1 era una lampisteria, 1 electricista i 1 restaurant.
L'únic establiment comercial que hi havia el 2009 era una botiga de menys de 120 m².
L'any 2000 a Saint-Pourçain-sur-Besbre hi havia 31 explotacions agrícoles que ocupaven un total de 2.208 hectàrees.

## Equipaments sanitaris i escolars
El 2009 hi havia una escola elemental.

## Poblacions més properes
El següent diagrama mostra les poblacions més properes.